# Mohamed Juldeh Jalloh

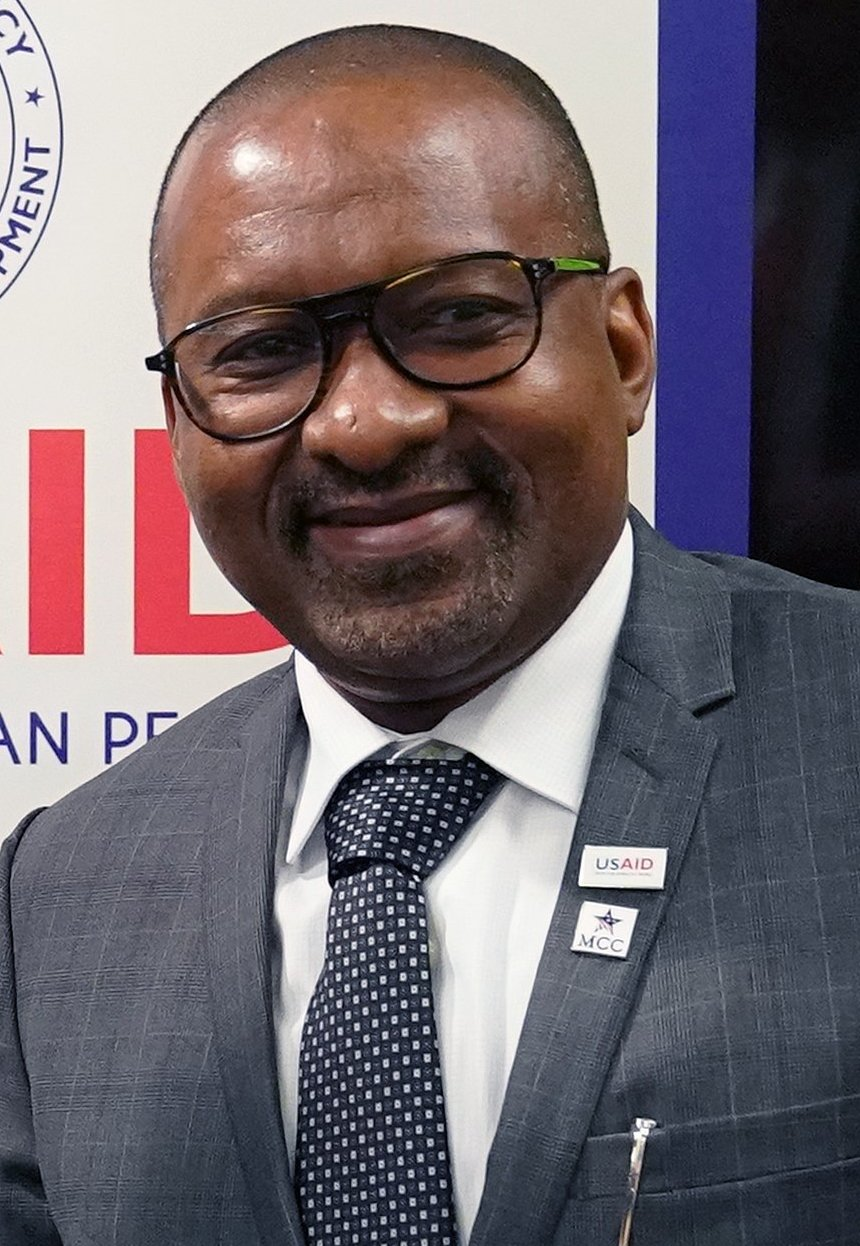
Mohamed Juldeh Jalloh (2019)

Mohamed Juldeh Jalloh (* 1970 in Koidu) ist ein sierra-leonischer Politiker der Sierra Leone People’s Party und seit dem 4. April 2018 Vizepräsident seines Landes.
Jalloh war am 10. Januar 2018 vom damaligen SLPP-Präsidentschaftskandidaten Julius Maada Bio als sein Kandidat für die Vizepräsidentschaft vorgeschlagen worden. Auch bei den Wahlen 2023 gewann er erneut als Vizepräsidentschaftskandidat. Zuvor arbeitete Jalloh unter anderem für die Vereinten Nationen in Mali (MINUSMA).
Jalloh hält Abschlüsse des Fourah Bay College der Universität von Sierra Leone (B.A.), einen M.Sc. in Politikwissenschaften der University of Ibadan in Nigeria sowie einen Doktortitel (Ph.D.) der Universität Bordeaux in Frankreich.